# Andreas Bock
Andreas Bock es un deportista alemán que compitió para la RFA en vela en la clase Soling. Ganó una medalla de oro en el Campeonato Europeo de Soling de 1977.

## Palmarés internacional
| Campeonato Europeo | Campeonato Europeo | Campeonato Europeo | Campeonato Europeo |
| Año                | Lugar              | Medalla            | Clase              |
| ------------------ | ------------------ | ------------------ | ------------------ |
| 1977               | Atenas (Grecia)    | Medalla de oro     | Soling             |